# Veniliornis kirkii
El carpintero culirrojo o carpintero lomirrojo (Veniliornis kirkii) es una especie de ave piciforme de la familia Picidae, que se encuentra en Brasil, Colombia, Costa Rica, Ecuador, Guyana, Panamá, Perú, Trinidad y Tobago y Venezuela.

## Hábitat
Viven en el dosel del bosque húmedo tropical, bosque de galería y áreas adyacentes de crecimiento secundario, manglares, arboledas, huertos y jardines arbolados, generalmente por debajo de los 1.000 m de altitud, pero encontrado en algunas partes hasta los 1.700 m s. n. m.

## Descripción
Mide 15 a 16,5 cm de longitud y pesa 28 a 30 g. El plumaje de sus partes superiores es verde oliva, con un lustre dorado a anaranjado en el lomo y las coberteras alares. La parte trasera de la rabadilla y las coberteras supracaudales son de color rojo anaranjado; las remeras y las timoneras son fuscas con el borde verde oliva; el forro de las alas y la base de las remeras presentan un barreteado crema y fusco. El mentón es grisácea y las partyes inferiores son de color oliva fusco, con barras angostas anteadas arriba y barras más gruesas blancas opacas abajo. El pico es fusco con la base de la mandíbula gris claro. Las patas son grises.
El macho tiene la cara color oliva fusco, la coronilla y la parte posterior del cuello color gris pizarra, con la punta de las plumas de color rojo, lo que le da una apariencia listada; detrás del ojo presenta rayitas amarillo dorado que se extiende por detrás de la parte baja del cuello y de los auriculares. La hembra presenta la corona y la nuca color marrón oscuro y con la punta de las plumas de la nuca color castaño a amarillo.

## Alimentación
Picotea los troncos y ramas para extraer larvas y  abejones pequeños minadores de madera.

## Reproducción
Construyen el nido en el hueco de un árbol a una altura del suelo de 3 a 8 m. La hembra pone 2 o 3 huevos blancos y brillantes.

## Subespecies
- V. k. kirkii (Malherbe, 1845): Trinidad y Tobago y norte de Venezuela.
- V. k. cecilii (Malherbe, 1849): Colombia, Ecuador, Perú y oriente de Panamá.
- V. k. continentalis (Hellmayr, 1906): Venezuela.
- V. k. monticula (Hellmayr, 1918): tepuyes de Venezuela y Brasil
- V. k. neglectus (Bangs, 1901): Costa Rica y Panamá.[7]